# Duos sur canapé (film)
Pour plus de détails, voir Fiche technique et Distribution.
Duos sur canapé est un film français de Marc Camoletti sorti en 1979. Cette transposition à l'écran de la pièce éponyme créée avec succès en 1972 sera la seule réalisation de l'auteur au cinéma.

## Synopsis
Bernard, avocat, et Jacqueline, dentiste, mariés depuis de longues années, ont chacun leur cabinet à domicile. Cela devient problématique lorsqu'ils décident de divorcer et que ni l'un ni l'autre ne souhaite déménager son cabinet.
Dans leur petit appartement, le canapé se voit alors attribuer le rôle de frontière, renforcée par un ruban séparant le meuble en deux parties égales.
Victor, majordome du couple, ainsi que collaborateur alternatif de l'avocat ou de la dentiste à ses heures, assiste en spectateur-arbitre à l'arrivée des nouveaux conjoints respectifs de Monsieur et de Madame.

## Fiche technique
- Titre : Duos sur canapé
- Réalisation : Marc Camoletti
- Scénario et dialogues : Marc Camoletti
- Montage : Monique Isnardon • Robert Isnardon
- Photographie : Philippe Théaudière
- Son : Pierre Gamet
- Assistant réalisateur : Michel Burstein
- Musique : Vladimir Cosma
- Décors : Germaine Camoletti
- Costumes : Monique Granier
- Producteur : Jacques Ristori • Tony Molière
- Société de production : Consortium d'Achats audiovisuels (CAA) • Les Films Molière
- Société de distribution : UGC
- Pays :  France
- Année : 1979
- Format : couleurs - 35 mm
- Genre : comédie
- Durée : 85 minutes
- Dates de sortie : 
  - France : 7 novembre 1979

## Distribution
- Jean Lefebvre : Victor, le valet
- Michel Galabru : Bernard, l'avocat
- Marina Vlady : Jacqueline, la dentiste
- Bernard Menez : Robert Burton
- Lorraine Bracco : Bubble
- Marco Perrin : le client
- Michel Vocoret : le chauffeur
- Max Montavon : le vendeur
- Christiane Muller : la passante
- Loris Azzaro : le couturier